# Mistrzostwa Afryki w Piłce Siatkowej Kobiet 1989
VII Mistrzostwa Afryki w piłce siatkowej – turniej rozegrany w Port Louis na Mauritiusie w 1989 roku, po raz drugi z rzędu wygrały Egipcjanki, które wyprzedziły reprezentantki gospodyń i Algierii.

## System rozgrywek
Reprezentacje zagrały systemem każdy z każdym.
1. Egipt
2. Mauritius
3. Algieria

## Klasyfikacja końcowa
| 1. | Egipt     |
| 2. | Mauritius |
| 3. | Algieria  |